# Isopterygium austrodenticulatum
Isopterygium austrodenticulatum är en bladmossart som beskrevs av Brotherus 1908. Isopterygium austrodenticulatum ingår i släktet Isopterygium och familjen Hypnaceae. Inga underarter finns listade i Catalogue of Life.